# Кривошиїнці
Кривоши́їнці — село в Україні, в Сквирській міській громаді Білоцерківського району Київської області. Населення становить 870 осіб.

## Історія

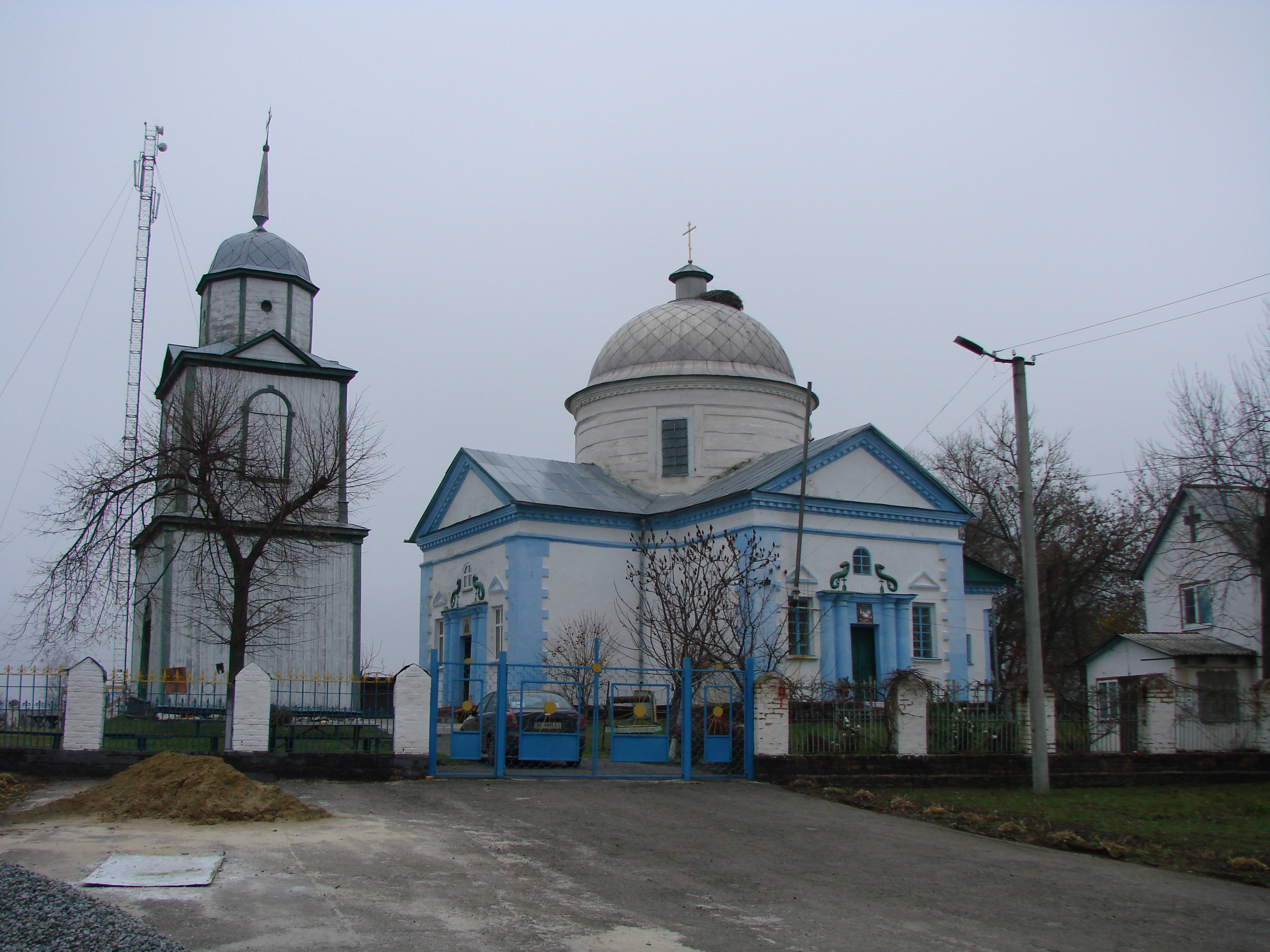
Вознесенська церква, Кривошиїнці

Початок селу дав хутір, у якому оселився мешканець містечка Паволочі Кривошиєць. Від його прізвища і пішла назва села. Вперше показане на карті 1647 року.
Вже 1743 року тут було споруджено дерев'яну Вознесенську церкву. Ця церква згоріла 1791 року і 1794 року на її місці було зведено нову церкву. В свою чергу, ця церква була замінена цегляною, зведеною у 1833—1842 роках. Ця церква існує і тепер. У 1850-і роки поряд була зведена дерев'яна дзвіниця.
1770 року власник села Станіслав Любомирський продав Кривошиїнці Францишку Залеському. 1791 року село перейшло у власність до судового очільника Йосипа Моршковського. Саме за рішенням цього поміщика 1795 року із села Домантівка у Кривошиїнці переселилося багато людей.

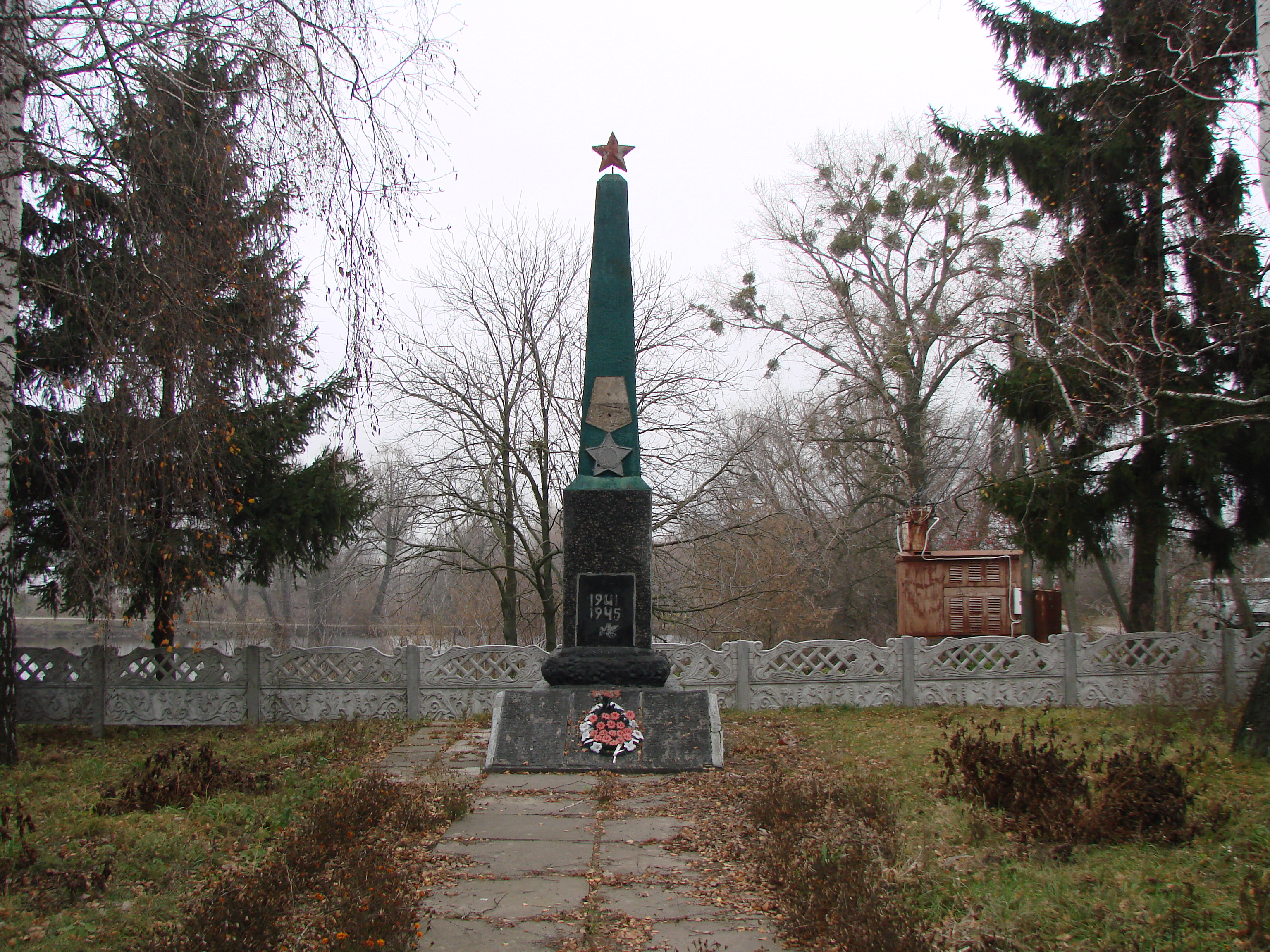
Братська могила воїнів Радянської Армії, які загинули в роки війни, село Кривошиїнці, центр села

У 1860-і роки власником села був Вільгельм Радзивілл. 1900 року село належало Олексію Луцкевичу.
З 1860-х років і до кінця ХІХ ст. село було центром Кривошиїнецької волості. Після ліквідації волості станом на 1900 рік входило до складу Верхівнянської волості Сквирського повіту.
На 1900 рік населення становило 2367 осіб, було 343 двори. Окрім церкви, існували церковно-парафіяльна школа, водяний млин, 3 вітряки та казенна винна лавка.
Після ліквідації губернського, повітового та волосного устрою стало центром однойменної сільської ради Сквирського району — спочатку Білоцерківської округи, а з 1932 року і донині — Київської області. З 2020 - центр Кривошиїнецького старостинського округу у складі Сквирської міської громади Білоцерківського району.
За даними «Історії міста та сіл УРСР», 1971 року у Кривошиїнцях налічувалося 1849 мешканців. Містилася центральна садиба колгоспу ім. Куйбишева, основним напрямком якого було зерново-бурякове господарство. Діяли середня школа, будинок культури та бібліотека.

## Населення

### Мова
Розподіл населення за рідною мовою за даними перепису 2001 року:
| Мова       | Кількість | Відсоток |
| ---------- | --------- | -------- |
| українська | 1172      | 99.07%   |
| російська  | 11        | 0.93%    |
| Усього     | 1183      | 100%     |

## Відомі люди
- Бодашевський Михайло Степанович — будівельник, Герой Соціалістичної Праці, депутат Верховної Ради СРСР.
- Дмитрук Віра Максимівна — Депутат Верховної Ради Української РСР 8-го скликання.
- Сіромаха Павло Лукич — голова колгоспу імені. Куйбишева, 60-ті роки 20 століття. Народився 7 листопада 1932 року в с. Кривошиїнці, Сквирського району, Київської області, у сім'ї колгоспників. Під час його головування було зроблено значний вклад в розбудову інфраструктури села Кривошиїнці. Зокрема побудовано середню школу, дитячий садок та закладено парк в центрі села. Наприкінці дев'яностих минулого століття за його сприяння село було повністю газифіковано. Кінець шістдесятих років Перший секретар райкому партії Сквирського району, Київської області. Зробив значний внесок в розвиток інфраструктури району.
- Швидка Текля Олександрівна — українська радянська діячка, новатор сільськогосподарського виробництва, ланкова колгоспу імені Куйбишева села Кривошиїнці Сквирського району Київської області. Герой Соціалістичної Праці. Депутат Верховної Ради УРСР.